# Amaurose fugace
 Mise en garde médicale
L'amaurose fugace est une perte de l'acuité visuelle (cécité) monoculaire transitoire sans lésion apparente de l'œil en elle-même. Cette atteinte peut être d'origine vasculaire ou nerveuse.

## Causes
L'amaurose fugace peut être classée selon quatre groupes en fonction de son étiologie : emboliques, hémodynamiques, neurologiques et idiopathiques (où aucune cause n'a été identifiée).
Les causes les plus incriminées étant :
- l'athérosclérose ;
- un vasospasme ;
- les neuropathies optiques ;
- la maladie de Horton ;
- une hypertension intracrânienne ;
- toute pathologie responsable d'une hypercoagulabilité du sang.

## Description clinique
Dans la forme classique le patient décrit l’épisode comme « un rideau qui descend verticalement couvrant le champ visuel d'un seul œil » bien que cette description ne soit pas la plus répandue. D’autres formes cliniques incluent : brouillard visuel ou encore une cécité d'installation brutale.
La durée de l'affection dépend de l'étiologie et peut aller de quelques secondes (typiquement) jusqu'à des heures parfois. Le caractère transitoire est essentiel pour parler de la forme fugace. Elle peut être révélatrice comme une complication de la pathologie sous-jacente, de ce fait elle constitue un motif urgent de consultation pour le diagnostic étiologique.

## Traitement
Le traitement dépend de l'étiologie : par exemple si la cause est l'athérosclérose une prévention par l'aspirine ainsi que des règles hygiéno-diététiques est recommandée, une endoarterectomie de la carotide peut être indiquée en fonction du siège et l'extension de la plaque d'athérome.

Dans tous les cas une surveillance post-critique est indispensable pour éviter la récidive et prévenir les complications.